# Prunus bifrons
Prunus bifrons är en rosväxtart som beskrevs av Karl Fritsch. Prunus bifrons ingår i släktet prunusar, och familjen rosväxter. Utöver nominatformen finns också underarten P. b. amasiensis.